# 库页鼩鼱
库页鼩鼱,又名长爪鼩鼱（学名：Sorex unguiculatus），为鼩鼱科鼩鼱属的动物。在中国大陆，分布于黑龙江等地。该物种的模式产地在库页岛。

## 参考文献

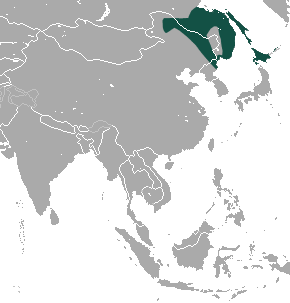
分布